# Elezioni europee del 2014 in Austria
Le elezioni europee del 2014 in Austria si sono tenute il 25 maggio.

## Risultati
| Liste  | Liste                                                  | Gruppo    | Voti      | %     | +/-   | Seggi | +/-     |
| ------ | ------------------------------------------------------ | --------- | --------- | ----- | ----- | ----- | ------- |
|        | Partito Popolare Austriaco                             | PPE       | 761.896   | 26,98 | 3,00  | 5     | 1       |
|        | Partito Socialdemocratico d'Austria                    | S&D       | 680.180   | 24,09 | 0,35  | 5     | Stabile |
|        | Partito della Libertà Austriaco                        | NI        | 556.835   | 19,72 | 7,01  | 4     | 2       |
|        | I Verdi                                                | Verdi/ALE | 410.089   | 14,52 | 4,59  | 3     | 1       |
|        | NEOS                                                   | ALDE      | 229.781   | 8,14  | nuovo | 1     | 1       |
|        | EU-STOP (EU-Austritt, Direkte Demokratie, Neutralität) | -         | 77.897    | 2,76  | nuovo | -     | -       |
|        | Europa Differente (KPÖ-Piraten-Der Wandel)             | -         | 60.451    | 2,14  | nuovo | -     | -       |
|        | I Conservatori Riformisti                              | -         | 33.224    | 1,18  | nuovo | -     | -       |
|        | Alleanza per il Futuro dell'Austria                    | -         | 13.208    | 0,47  | 4,11  | -     | 1       |
| Totale | Totale                                                 | Totale    | 2.823.561 |       |       | 18    | 1       |